# Agustín Delgado
Agustín Javier Delgado Chala (ur. 23 grudnia 1974) – ekwadorski piłkarz grający na pozycji napastnika. Swoją karierę piłkarską rozpoczął w 1992 roku w ekwadorskim klubie Barcelona SC. Początkowo był przede wszystkim związany z ligą ekwadorską, grając także w klubie Nacional Quito. Potem występował też w lidze meksykańskiej w takich klubach jak Cruz Azul czy Necaxa Aguascalientes. W 2001 roku zainteresował się nim angielski Southampton.
Tuż przed Mistrzostwami Świata 2002 piłkarz doznał poważnej kontuzji i jego występ stanął pod znakiem zapytania. Mimo tego, że wszyscy lekarze zdecydowanie odradzali mu udział w tym turnieju, postanowił zagrać z kontuzją. Przed meczami brał specjalne środki, które łagodziły ból, jednakże kontuzja stawała się coraz bardziej uciążliwa, co miało bardzo poważne konsekwencje w późniejszym okresie jego kariery. Po mundialu piłkarz był całkowicie niezdolny do gry w swoim angielskim Southamptonie.
W 2004 roku powrócił do Ekwadoru, gdzie zaczął grać dla klubu Aucas Quito. Piłkarz znowu powrócił do dobrej formy i po jednym sezonie w lidze ekwadorskiej szybko został wykupiony przez meksykański klub UNAM Pumas, z którym od razu zdobył tytuł mistrza kraju.
Na początku 2005 roku ponownie powrócił do klubu, w którym grał na początku swojej kariery – Barcelona SC. Oczekiwania prezesów oraz kibiców wobec piłkarzy Barcelony były bardzo wysokie. Liczono na to, że klub zdobędzie tytuł mistrza Ekwadoru i całkowicie zdominuje rozgrywki ligowe. Tak się jednak nie stało.
Po sezonie w Barcelonie piłkarz przeszedł do LDU Quito, jednej z drużyn ligi ekwadorskiej, która odnosiła i odnosi sukcesy zarówno w kraju, jak i na arenie międzynarodowej w takich turniejach jak chociażby Copa Libertadores czy Copa Sudamericana. W 2009 roku został piłkarzem Emeleku Guayaquil.
W reprezentacji Ekwadoru zagrał 70 meczów i strzelił 31 goli.

## Osiągnięcia
- Mistrz Ekwadoru w 1996 (El Nacional CD)
- Mistrz Ekwadoru w 1997 (Barcelona SC)
- Trzecie miejsce w Clubs World Cup 2000 (Necaxa)
- Mistrz Meksyku w 2001 (Necaxa)
- Król strzelców eliminacji CONMEBOL do mistrzostw świata w Korei i Japonii w 2002 (Ekwador)
- Mistrz Meksyku w 2004 (Pumas)
- Drugie miejsce w Torneo Apertura Ecuatoriano 2005 (Barcelona SC)